# Fontana di piazza Santa Margherita
La fontana di piazza Santa Margherita è una fontana dell'Aquila.

## Storia
Alla metà del XIX secolo si decise di sostituire la fontana esistente in piazza Palazzo, la cui presenza è testimoniata sin dal Cinquecento, con una nuova fonte monumentale. Il primo progetto di cui si ha documentazione è quello redatto dall'ingegnere Carlo Santoleri nel 1845 e che fu bocciato dal Decurionato l'anno seguente. In seguito alla bocciatura di un secondo progetto ad opera degli uffici tecnici provinciali, nel febbraio 1847 fu indetto un concorso su invito, stabilendo inoltre per l'opera un budget di cinquecento ducati. Risultò vincente la proposta di una fontana rappresentante il Nettuno, di ignoto autore, che però anche in questo caso non ricevette l'autorizzazione dell'Intendenza.
Nel 1847 fu presentato un nuovo progetto redatto dall'architetto Giovanni Mazzella che incontrò il parere positivo sia del Collegio sia dell'Intendenza. Il 14 luglio il progetto fu ufficialmente approvato e per esso venne preventivata la spesa di 662 ducati e 62 grane. La fontana venne realizzata nel 1848, venendo collaudata l'11 settembre di quest'anno.
All'inizio del XX secolo si decise di realizzare una statua di Gaio Sallustio Crispo da collocarsi nella piazza del Palazzo. Per questo motivo, nel 1903 la fontana fu smontata dalla sua posizione originaria e rimontata, volutamente senza la rampa basamentale, nella vicina piazza Santa Margherita, ove è tuttora.

## Descrizione
Si tratta di una «fonte isolata», costituita da una pila ottagonale con alternanza di paramenti rettilinei e curvilinei e coronamento a gocciolatoio. Si presenta rialzata da terra per mezzo di una piccola zoccolatura basamentale. Al suo interno è collocato una colonna, poggiante su un ulteriore basamento ottagonale e decorata sui quattro lati da altrettanti bassorilievi. La colonnina sorregge un capitello d'ispirazione grottesca, a sua volta sorreggente il grande bacile in pietra. All'interno di quest'ultimo, una seconda colonnina sorregge un ulteriore vasca.
La fontana è interamente in pietra locale: per il basamento e le rampe, quest'ultime non più esistenti, fu utilizzata materiale lapideo proveniente da Monteluco mentre per la struttura si ricorse alla pietra di Impietratoja, località nei pressi di Scoppito.